# Kari Tapio
Kari Tapio, artistnamn för Kari Tapani Jalkanen, född 22 november 1945 i Suonenjoki, död 7 december 2010 i Esbo, var en finsk schlagerartist.
Tapio var en av kandidaterna till att representera Finland under Eurovision Song Contest 2008, med sången Valaise yö. I finalen kom han på andra plats och Teräsbetoni blev vald som representant för Finland. Kari Tapio avled i en hjärtattack den 7 december 2010, 65 år gammal. Dödsfallet skedde i en taxi på väg hem.